# Seekarköpfe
Seekarköpfe är en tredelad bergstopp i Österrike. Den ligger i distriktet Landeck och förbundslandet Tyrolen, i den västra delen av landet. Berget består av Südlicher Seekarkopf (3 059 meter över havet), Mittlerer Seekarkopf (3 063 meter över havet) och Nördlicher Seekarkopf (3 003 meter över havet).
Den högsta punkten i närheten är Glockturm, 3 356 meter över havet, 4,2 km nordost om Seekarköpfe. Närmaste samhälle är Nauders, väster om Seekarköpfe. 
Trakten runt Seekarköpfe består i huvudsak av alpin tundra och kala bergstoppar.